# Андреевский (Брединский район)
Андре́евский — посёлок в Брединском районе Челябинской области России. Административный центр Андреевского сельского поселения.

## География
Посёлок находится на берегу реки Желкуар, на расстоянии 30 км к юго-востоку от посёлка Бреды, административного центра района.

### Часовой пояс
Посёлок Андреевский, как и вся Челябинская область, находится в часовой зоне МСК+2. Смещение применяемого времени относительно UTC составляет +5:00.

## Население
| 2002 | 2010  |
| ---- | ----- |
| 1411 | ↗1440 |

### Половой состав
По данным Всероссийской переписи, в 2010 году численность населения посёлка составляла 1440 человек (717 мужчин и 723 женщины).

## Улицы
| - ул. Александрова, - ул. Гагарина, - ул. Западная, - ул. Заречная, - ул. Клубная, - ул. Комсомольская, | - ул. Набережная, - ул. Новая, - ул. Октябрьская, - ул. Пионерская, - ул. Полевая, - ул. Садиковая, | - ул. Советская, - ул. Стадионная, - ул. Степная, - ул. Целинная, - ул. Школьная, - ул. Шоссейная. |

## Инфраструктура
В посёлке функционируют средняя школа, детский сад, отделение Почты России, клуб.